# Gijikatte, Tarikere
Gijikatte là một làng thuộc tehsil Tarikere, huyện Chikmagalur, bang Karnataka, Ấn Độ.